# Love Me Licia e i Bee Hive
Love me Licia e i Bee Hive è la colonna sonora della serie televisiva Love Me Licia pubblicata da Five Record S.r.l. e distribuita da C.G.D. Messaggerie Musicali S.p.A. nel 1986. L'album è anche la nona pubblicazione di Cristina D'Avena.

## Descrizione
Le canzoni di questa prima serie sono state composte col preciso scopo di ricalcare il più possibile fedelmente quelle giapponesi del cartone animato. Nel dicembre 2010 l'album è stato ristampato per la prima volta su CD all'interno del cofanetto Licia e i Bee Hive Story, box da 5 dischi contenente le ristampe delle colonne sonore dei quattro telefilm di produzione italiana ispirati al personaggio di Licia, oltre che del cartone animato da cui hanno origine.
La ninna nanna di Licia è una versione solista a differenza di quella trasmessa nella serie televisiva che era in duetto con Enzo Draghi.

## Tracce
- LP: FM 13573
- MC: 50 FM 13573

Lato A
Testi di Alessandra Valeri Manera, musiche di Giordano Bruno Martelli; edizioni musicali Canale 5 Music.
1. Cristina D'Avena – Love Me Licia – 2:50
2. Mirko e i Bee Hive – Lovely Smile – 3:01
3. Mirko e i Bee Hive – Nel grande cielo blu – 3:10
4. Cristina D'Avena – La ninna nanna di Licia (versione solista) – 2:53
5. Mirko e i Bee Hive – Broken Heart – 3:00

Durata totale: 14:54
Lato B
Testi di Alessandra Valeri Manera, musiche di Giordano Bruno Martelli; edizioni musicali Canale 5 Music.
1. Mirko e i Bee Hive – Baciami Kiss Me With Love – 2:54
2. Cristina D'Avena – Natale con Licia – 2:42
3. Mirko e i Bee Hive – Love Me sempre più – 3:26
4. Mirko e i Bee Hive – I Need Your Love – 3:18
5. Mirko e i Bee Hive – Love me Licia (strumentale) – 2:50

Durata totale: 15:10

### Voci
- Enzo Draghi – Presta la voce a Mirko e i Bee Hive

## Produzione
- Alessandra Valeri Manera – Produzione discografica e direzione discografica

## Produzione e formazione dei brani
Per tutti i brani ad eccezione di Love Me Licia, La ninna nanna di Licia e Natale con Licia
- Orchestra di Giordano Bruno Martelli – Esecuzione del brano
- Giordano Bruno Martelli – direzione orchestra
- Vincenzo Draghi – cori
- Moreno Ferrara – cori

Per La ninna nanna di Licia e Natale con Licia
- Giordano Bruno Martelli – direzione orchestra
- Orchestra di Giordano Bruno Martelli – Esecuzione del brano

## Dati di vendita
L'album ha venduto, approssimativamente, 80 000 copie.